# Sint-Aldegondiskerk (Ezemaal)

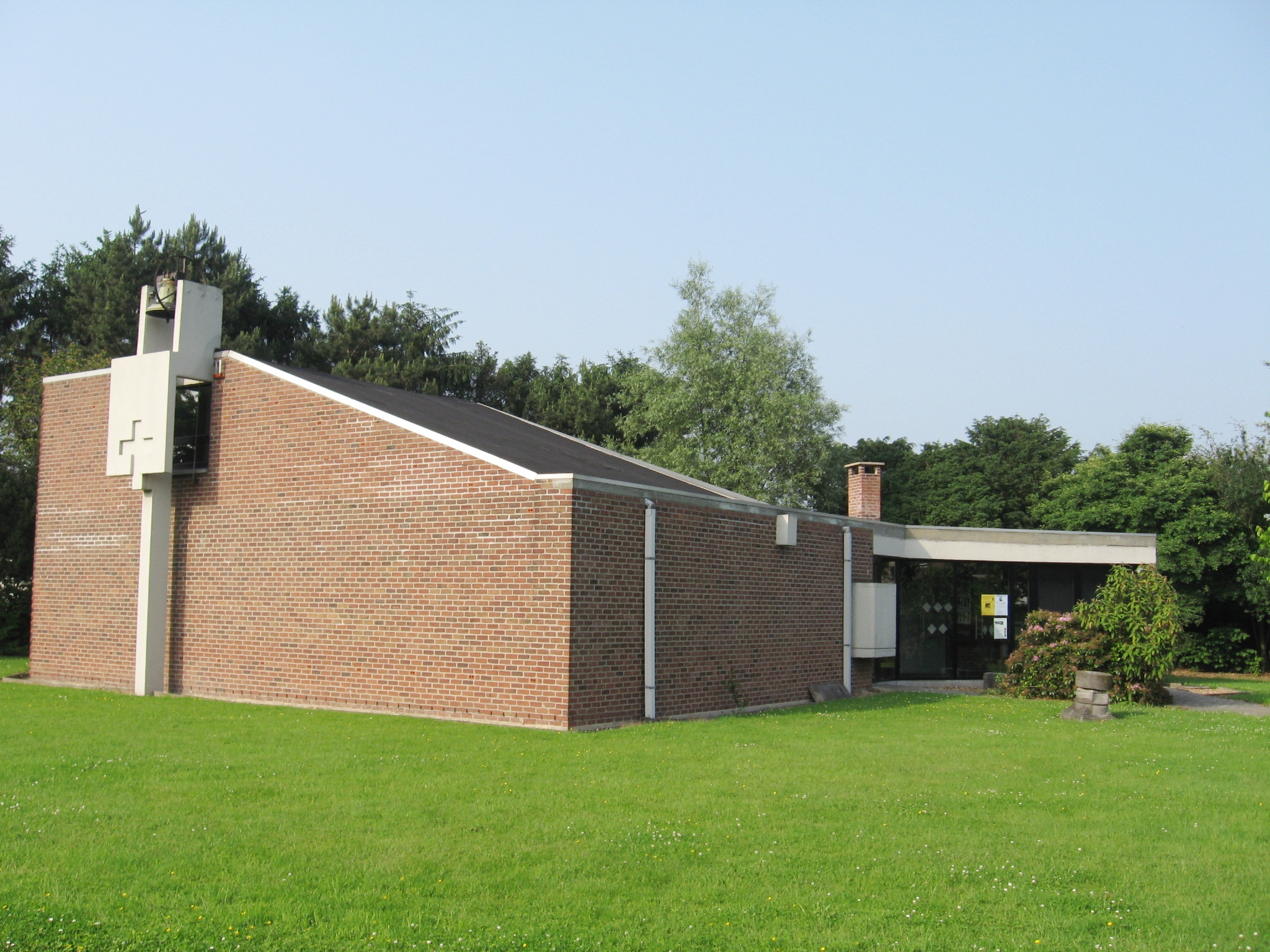
Sint-Aldegondiskerk

De Sint-Aldegondiskerk is de parochiekerk van de tot de Vlaams-Brabantse gemeente Landen behorende plaats Ezemaal, gelegen aan de Hakendoverstraat.
Er bestond een kerk in classicistische stijl, gebouwd in 1771. Deze werd in 1964-1965 vervangen door een modern kerkgebouw in de stijl van het brutalisme, naar ontwerp van Marc Dessauvage. Deze zaalkerk werd gebouwd in baksteen en heeft sierelementen van beton.
De kerk bezit nog een laatgotisch stenen doopvont en twee beelden: een 17e-eeuws Sint-Aldegondisbeeld en een gepolychromeerd houten Christus op de koude steen uit de 16e eeuw.